# Khorata jaegeri
Khorata jaegeri är en spindelart som beskrevs av Huber 2005. Khorata jaegeri ingår i släktet Khorata och familjen dallerspindlar.
Artens utbredningsområde är Laos. Inga underarter finns listade i Catalogue of Life.